# Primera Iglesia Satánica

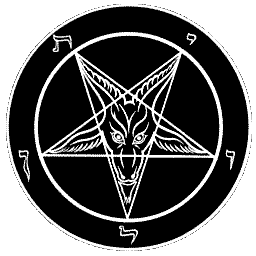
Imagen Ilustrativa

La Primera Iglesia Satánica (en inglés: First Satanic Church) fue fundada el 31 de octubre de 1999 por Karla LaVey para continuar con el legado de su padre, Anton LaVey, autor de La Biblia Satánica y fundador de la Iglesia de Satán el 30 de abril de 1966.

## Historia
En la noche de Walpurgis (en alemán, Walpurgisnacht) del 30 de abril de 1966, día tradicional del Aquelarre, Anton LaVey fundó la «Iglesia Satánica», que más adelante pasaría a llamarse «Iglesia de Satán». Tras su muerte el 29 de octubre de 1997, una nueva administración asumió el control de la Iglesia de Satán y su sede se trasladó a Nueva York, más concretamente al barrio de Hell's Kitchen en Manhattan (actualmente en Poughkeepsie), en donde actualmente es liderada por el magíster Peter H. Gilmore. 
Karla LaVey, sintió que no se hacía justicia al legado de su padre y decidió volver a fundar la Iglesia Satánica, que aún sigue funcionando en San Francisco, California, del mismo modo en que su padre la había dirigido cuando estaba vivo.
La Iglesia celebró la noche de Walpurgis en abril de 2005 en el club nocturno 12 Galaxies en San Francisco. También ese mismo año realizó un show en Edinburgh Castle en la misma ciudad durante la festividad de Halloween a beneficio de las víctimas de los huracanes Katrina y Rita. Desde 1998, la Primera Iglesia Satánica ha estado presentando un espectáculo anual durante el mes de diciembre llamado «Annual Black X-Mass Show». Estos eventos están abiertos al público, aunque la membresía no está abierta al público.
Actualmente, Karla LaVey promueve y patrocina eventos satánicos, espectáculos y conciertos. También conduce un programa de radio semanal en San Francisco.